# Albert Bradshaw
Albert Ernest Bradshaw (* 17. Mai 1872 in Staveley oder 3. Quartal 1875 in Chesterfield; † 1941) war ein englischer Fußballspieler. Der Torhüter bestritt in den 1890ern insgesamt 32 Spiele in der Football League für Sheffield United und New Brighton Tower.

## Karriere
Bradshaw stand in der Saison 1894/95 im Tor der Werksmannschaft Eckington Works, mit der er in der Sheffield & Hallamshire FA League auch gegen die Reservemannschaft von Sheffield United spielte. Daneben gewann er mit Eckington nach dem Gewinn der Südstaffel der Shield Competition der Sheffield & District League auch das Meisterschaftsfinale gegen den Nordmeister, Wath, im Wiederholungsspiel mit 1:0.
Im Sommer 1895 schloss er sich dem Erstligisten Sheffield United an und spielte in der Folge größtenteils für das Reserveteam, so auch im September 1895, als er im Rahmen des Sheffield Challenge Cups bei einem 6:0-Erfolg auf seine alten Mannschaftskameraden traf. Mutmaßlich war er auch an den Meisterschaften des Reserveteams in der Sheffield Association League, Wharncliffe Charity Cup League (beide 1896/97) und der Yorkshire League (1897/98) beteiligt.
Bei seinem Ligadebüt für die erste Mannschaft am 25. Januar 1896 hielt er bei einer 0:1-Niederlage gegen die Blackburn Rovers einen Elfmeter von Jimmy Haydock, in der Folge kam er aber nicht an der Ausnahmeerscheinung William „Fatty“ Foulkes vorbei. Beim Meisterschaftsgewinn 1897/98 bestritt er lediglich ein Saisonspiel – zu wenig für den Erhalt einer Meisterschaftsmedaille – und auch beim Gewinn des FA Cups in der Saison 1898/99 kam er nicht zum Einsatz.
Nach insgesamt sieben Pflichtspieleinsätzen für Sheffield wurde er zur Saison 1899/1900 vom ambitionierten Zweitligisten New Brighton Tower verpflichtet. Er war dort für eine Saison Stammtorhüter, die Mannschaft verpasste aber den angestrebten Aufstieg in die erste Liga als Tabellenzehnter deutlich. Zur folgenden Saison wurde der schottische Nationalspieler Frank Barrett für die Torhüterposition verpflichtet, sodass Bradshaw die Spielzeit 1900/01 nur zu Einsätzen im Reserveteam kam. Der Verein wurde am Saisonende aufgelöst, mutmaßlich endete damit auch Bradshaws Profikarriere. Ein im September 1901 vermeldeter Wechsel zu Sheffield Wednesday entpuppte sich als Ente.